# Милл Эндс Парк
Милл Эндс Парк — миниатюрный городской парк в американском городе Портленд, штат Орегон.
Представляет собой «круг» на пересечении двух улиц с растительностью внутри него, диаметром 0,61 м и площадью 0,292 м². Является самым маленьким парком в мире (официально признан таковым в 1971 году и внесён в Книгу рекордов Гиннесса).
Парк был создан в 1948 году обозревателем местной газеты Oregon Journal Диком Фаганом. На этом месте планировалось поставить фонарный столб, но это сделано не было, а в вырытом отверстии начали расти сорняки. Тогда Фаган, окна офиса которого выходили на перекрёсток, где планировалось поставить столб, посадил в отверстии цветы. Он назвал парк в честь рубрики, которую вёл в газете (буквально mill ends — деревянные отходы на лесопилке).
Парк был посвящён Дню Святого Патрика (был основан именно в этот день) и именовался «единственным местом жительства лепрекона к западу от Ирландии». Фаган рассказывал фантастическую историю основания парка. Будто бы он в окно увидел не просто отверстие, а лепрекона, который копался в нём. Он вышел на улицу и поймал его, что означало, что он заработал желание, которое тот должен исполнить. Фаган пожелал себе собственный парк, но не указал его размер, поэтому лепрекон отдал ему это отверстие. В течение двух следующих десятилетий Фаган часто описывал миниатюрный парк и якобы ставшего в нём жить лепрекона в своей колонке в газете. Имя лепрекона, по его словам, было Патрик О’Тул, а видеть его мог только сам Фаган.
Фаган однажды опубликовал в газете даже угрозу со стороны лепрекона, когда мэр Портленда подписал указ о закрытии всех парков на час в 11 часов утра. О’Тул был категорически против того, что в это время он и «посетители» должны были бы покинуть Милл Эндс Парк, и угрожал наслать на мэра проклятье лепрекона, если в отношении его парка будет действовать такой указ. В итоге никаких юридических действий в отношении парка принято не было, а лепрекону «позволили» оставаться там когда угодно.
Фаган умер в 1969 году, но с тех пор парк продолжает существовать, о нём заботятся другие люди. В 1976 году он официально признан городским парком.
В течение десятилетий в маленьком круге в разное время находились самые разнообразные предметы: бассейн для бабочек, трамплин, подковы, маленький фрагмент здания Journal и даже миниатюрное колесо обозрения. В 2001 году на День Святого Патрика в парке появились маленькая фигурка лепрекона с горшком с золотом и детские рисунки гномиков и четырёхлистных клеверов. Парк является центром празднования этого дня в городе — около него проводятся праздничные фестивали и концерты.
В феврале 2006 года парк был временно перенесён на 24 м от своего обычного места, ввиду ремонта дороги, но 16 марта 2007 года возвращён на прежнее место.
В 2021 году в связи с реконструкцией Naito Parkway парк был временно демонтирован. Однако в январе 2022 года парк вернули на прежнее место, дополнительно благоустроив.